# Chirindia langi
Chirindia langi — вид плазунів з родини амфісбенових (Amphisbaenidae). Мешкає в Південній Африці. Вид названий на честь німецького зоолога Герберта Ланга.

## Підвиди
Виділяють два підвиди:
- Chirindia langi langi FitzSimons, 1939;
- Chirindia langi occidentalis Jacobsen, 1984.

## Поширення і екологія
Chirindia langi мешкають в провінції Лімпопо на північному сході ПАР, зокрема в горах Саутпансберг та у Національному парку Крюгер, а також в сусідніх районах Мозамбіку і Зімбабве. Вони живуть в мопанових рідколіссях; представники підвиду C. l. occidentalis на висоті 800–1400 м над рівнем моря, а представники підвиду C. l. langi — на висоті від 230 до 700 м над рівнем моря. Ведуть риючий спосіб життя, живляться термітами та іншими безхребетними. Відкладають яйця.